# Silent Hill
Silent Hill (japonês: サイレントヒル, Hepburn: Sairento Hiru) é uma série de jogos eletrônicos de survival horror e de tiro em terceira pessoa, desenvolvida e publicada pela Konami. Os primeiros quatro títulos principais—Silent Hill, Silent Hill 2, Silent Hill 3 e Silent Hill 4: The Room—foram desenvolvidos pela Team Silent, uma equipe de desenvolvimento dentro da antiga subsidiária Konami Computer Entertainment Tokyo de 1994 a 2004.
A franquia se passa principalmente na cidade fictícia de Silent Hill, um lugar atormentado por eventos sobrenaturais, e acompanha vários personagens atraídos para a cidade, onde encontram criaturas horripilantes, tormentos psicológicos e mistérios ligados aos seus próprios passados. A série é fortemente influenciada pelo gênero literário de terror psicológico.
Os três títulos principais seguintes—Origins, Homecoming e Downpour—foram desenvolvidos por outros desenvolvedores, principalmente ocidentais, e lançados entre 2007 e 2012. A franquia Silent Hill se expandiu para incluir várias peças impressas, três longas-metragens e títulos derivados. Desde 2022, a Konami iniciou uma série de projetos da franquia, incluindo Silent Hill: The Short Message, o remake de Silent Hill 2 e os futuros Silent Hill f e Silent Hill: Townfall, além de um remake do primeiro título de 1999, com múltiplos spin-offs lançados durante os dois períodos. Até 2025, a série de jogos já vendeu mais de 11.5 milhões de cópias mundialmente.

## Características e jogabilidade
A série se baseia principalmente no clima de terror, tendendo, não raramente, ao bizarro e ao grotesco, mas, sempre voltado ao psicológico, buscando criar um ambiente de medo e tensão por meio da ambientação, tanto gráfica quanto musical. A principal diferença entre o survival horror psicológico, criado por Silent Hill, e outros jogos semelhantes, é a quase ausência de sustos. Uma característica típica da série é o design dos monstros: em todos os jogos, há criaturas humanoides ou animalescas, o que leva a uma tendência visualmente bizarra. Ele possui diversos enigmas (puzzles) ao longo do jogo, característica própria do gênero. O jogador controla o protagonista na perspectiva de terceira pessoa, com exceção do jogo Silent Hill 4: The Room, em que, enquanto você está na casa do personagem principal, a visão se dá em primeira pessoa, sendo o restante em terceira pessoa. Cada jogo se inicia com um filme introduzindo a história e, ao longo do jogo, pequenas cutscenes são apresentadas.
Outra característica dos jogos são os vários finais possíveis, determinados pelas diversas escolhas do jogador, aumentando sua longevidade. Geralmente, os finais são classificados como Good (bons, felizes) e Bad (ruins, tristes) e contém informações complementares do enredo, além de finais alternativos sem ligação direta com a série, chamados de easter eggs, como os finais UFO.

## Fundamentos para a história
A sinopse de Silent Hill é criada tendo várias inspirações em filmes, livros e séries de horror. Tem, também, por base, teorias da parapsicologia e da filosofia.[carece de fontes?] Considera-se que o pensamento humano tem uma certa energia psíquica que é forte de acordo com o poder do pensamento, essa energia é capaz de se manifestar no ambiente em volta da pessoa, em geral, ou em outras pessoas, em particular, podendo mudar a perspectiva das outras pessoas acerca do que existe no redor delas. Uma experiência feita por Masaru Emoto, apesar de não comprovada cientificamente, mostra que cristais de água pura tinham estruturas que se apresentavam diferentemente de acordo com o pensamento a que era submetida. A forma dos cristais era bela ou feia, dependendo se o pensamento era positivo ou negativo, respectivamente. Em outras palavras, as consequências da atividade psíquica de uma pessoa não são limitadas apenas a si, podendo haver efeitos externos. Essa força psíquica pode ser acumulada num ambiente e alterá-lo psicologicamente de acordo com o caráter do pensamento. Baseado nisso, cria-se o "mundo alternativo" ou "das sombras" dos jogos. Esses mundos são reflexos dos pensamentos e emoções do personagem ou personagens em questão no jogo. Mas, além do "mundo alternativo", os monstros também são reflexos do estado emocional dos protagonistas.

## Descrição
O título, por si só, "Silent Hill" (Colina Silenciosa), insinua uma cidade muda, sem habitantes. É uma cidade isolada que fica ao lado do Lago Toluca, em um Estado dos Estados Unidos, que, como em muitas cidades pequenas de histórias de terror e filmes, é permeada por um antigo mal demoníaco e tem criaturas rondando as ruas e os prédios, que só podem ser vistos por pessoas "especiais". Como uma descrição, na capa do próprio disco do jogo, dizia: "Toda cidade tem seus segredos. Alguns são apenas mais nefastos do que outros". A cidade, continuamente, troca entre a nossa realidade e a decadência do "outro mundo", sempre criado pela mente perturbada de um dos personagens do jogo. No primeiro jogo, os protagonistas, que possuem uma ligação preliminar com o local, vão até o que parece ser uma cidade abandonada; no segundo, terceiro e quarto jogos, a cidade atrai pessoas que tem alguma conexão prévia com ela.
A localização exata da cidade de Silent Hill é complexa. O jogo retrata a cidade como pequena, segmentada, envolta em névoa, que, no filme de 2006, tem como explicação uma intensa e eterna chuva de cinzas devido ao incêndio de uma mina de carvão no subsolo da cidade. Cercada por grandes montanhas e flanqueada por um lago, poderia ser qualquer uma de cem cidades nos Estados Unidos. O manual do primeiro jogo descreve Silent Hill como uma pequena cidade de férias na Nova Inglaterra, e o que cerca a cidade, particularmente a neblina, é similar à região. A cidade pode estar localizada no norte da Nova Inglaterra, possivelmente no estado de Maine (cenário de muitos dos livros de terror de Stephen King). No terceiro jogo, é citada a cidade de Portland como uma cidade próxima a Silent Hill. Portland é uma região metropolitana de Maine, além de ser terra natal de Stephen King. No segundo jogo, o número das placas em todos os carros são de Michigan. O quarto jogo se passa numa cidade chamada Ashfield, que relembra Fall River, Massachusetts, cidade da famosa assassina Lizzie Borden.
Evidências da localização de Silent Hill podem ser vistas no primeiro jogo, quando Harry procura a escola. Afixado às paredes há algo que parece "Chicago News", escrito em negrito. Com os rochedos próximos, é possível que a cidade esteja próxima do Lago Michigan. É certo, porém, que Silent Hill possa estar situada no meio do nada (os sinais das placas em Silent Hill 2 indicam longa distância entre Silent Hill e as cidades vizinhas).
A cidade de Silent Hill é, também, localizada próximo a um grande lago chamado Toluca, o que sugere que esteja localizada ao sudeste da Califórnia, onde também há um lago chamado Toluca. Isso é reforçado pelo fato de que o carro de Douglas Cartland, em Silent Hill 3, tem marcas da Califórnia. E, somado a isso, Silent Hill 3 não começa em lugar nenhum da cidade, na qual só é visitada na segunda metade do jogo quando Douglas e a protagonista do jogo, Heather Mason, entram, depois de uma longa viagem de carro, à noite. Novamente, isso dá muita ambigüidade sobre onde está Silent Hill.
No entanto, a trilha sonora da versão japonesa de Silent Hill 4: The Room dá o endereço para o Heaven's Night, um clube de striptease, em Silent Hill, e o estado é listado como Maine. Então, muitos fãs decidiram que Silent Hill está em Maine. A adaptação para filme, que foi lançado no dia 21 de Abril de 2006, coloca Silent Hill no condado fictício Toluca, Virgínia Ocidental.
Ao mesmo tempo, enquanto Silent Hill é uma cidade turística e de passeio, o "outro mundo" que os protagonistas encontram (com as paredes pulsando e criaturas a espreita), pode ser entendida como sendo manifestações físicas da escuridão das mentes deles, de outros personagens e de pessoas há muito tempo mortas. Simplificando, a cidade pode possivelmente estar na mente dessas pessoas.

## Origem
A origem de Silent Hill data do século XVII. Antes da chegada dos colonizadores ingleses, a área era um lugar sagrado, onde os nativos indígenas americanos conduziam rituais religiosos e reverenciavam o lugar como "O local dos espíritos silenciados". Por volta de 1600, começa a colonização dos EUA, mas, só em meados de 1607 os colonos ocupam o território de Silent Hill. No começo do século XVIII acontece uma terrível epidemia na cidade e os habitantes a abandonam. Nesse século, os EUA declaram independência e George Washington é eleito o primeiro presidente.
Quando estoura a Guerra de 1812, a cidade é repovoada como uma colônia de prisão; então a Prisão Silent Hill (um dos locais do segundo jogo) é construída e só então a cidade recebe o nome de Silent Hill. Muitas pessoas morreram nessa terra e por causa dos pensamentos e sentimentos dos prisioneiros, a energia original da cidade foi gradualmente aumentada e distorcida.
Uma nova epidemia ocorre e o Hospital Brookhaven é construído para contê-la. Em 1830, começa a remoção forçada dos índios nativos. Por volta de 1840, a Prisão Silent Hill é fechada e, sobre esse terreno, é construída a Sociedade Histórica de Silent Hill, que reúne documentos e obras de artes da origem da cidade. Em torno de 1850, é descoberto uma mina de carvão, posteriormente chamada de Wiltse, revitalizando a cidade.
Em 1861 começa a Guerra Civil Americana (Guerra de Secessão) e Patrick Chester (que é homenageado com uma estátua no Lago) participa na guerra junto com seu filho. Em 1862 o campo de prisão Toluca foi construído para prisioneiros de guerra. Entre 1865 e 1866 é o ponto máximo da Guerra Civil e o Campo de prisão é transformado na Prisão Toluca. Em torno de 1890 a resistência dos nativos americanos termina e, em Silent Hill, pessoas começam a desaparecer. No começo do Século XX a Prisão Toluca é fechada e a mina de carvão Wiltse pega fogo. Com isso, Silent Hill se torna uma cidade turística, em decadência.
Em Novembro de 1918, num dia nublado, um barco chamado Pequena Baronesa desaparece no lago e, desde então, nunca mais se teve pistas nem da embarcação, nem dos catorze tripulantes e turistas. A partir de 1939, estranhos incidentes ocorreram no Lago Toluca e algumas pessoas diziam ver mãos esqueléticas saindo da água para tentar agarrar os barcos que passavam e depois voltando para o fundo do lago. Durante uma data desconhecida, o prefeito de Silent Hill morre de repente e os integrantes da equipe de desenvolvimento turístico da cidade morrem um a um de acidente.

## Série

### Jogos principais

#### Silent Hill (1999)
Concebido pelo projetista de jogos Keiichiro Toyama, em 1999, o primeiro Silent Hill foi lançado para o PlayStation. A história do jogo se baseia na chegada de Harry Mason a Silent Hill e, consequentemente, na procura por sua filha, Cheryl. Durante o progresso do jogo, Harry descobre que a sua filha adotada tem uma relação com a cidade nunca revelada.

#### Silent Hill 2 (2001)
O segundo jogo da série, Silent Hill 2, foi lançado em 2001 para o PlayStation 2, Xbox e computador. As versões expandidas para o Xbox e para computador são conhecidas como Silent Hill 2: Restless Dreams e continham um cenário extra, que foi incluído na lista da Sony de maiores sucessos para o PlayStation 2. A história tem como personagem principal James Sunderland, que recebe uma carta da sua falecida esposa dizendo que a mesma estaria o esperando em seu "lugar especial", o que o levou à Silent Hill.

#### Silent Hill 3 (2003)
O terceiro jogo da série, Silent Hill 3, foi lançado, em 2003, para PlayStation 2 e para computador. Como uma sequência direta aos eventos do primeiro jogo, a história se baseia numa adolescente chamada Heather Mason, filha de Harry Mason,protagonista do primeiro jogo da série, que acaba descobrindo tudo sobre o seu passado sombrio na cidade assombrada de Silent Hill.

#### Silent Hill 4: The Room (2004)
Silent Hill 4: The Room foi lançado, em 2004, para o PlayStation 2, Xbox e computador. Com algumas relações ao Silent Hill 2, a história segue o protagonista Henry Townshend, que se vê trancado em seu próprio apartamento até que um buraco repentinamente aparece na parede de seu banheiro. Um dos personagens mencionados nos jogos anteriores é o principal inimigo, Walter Sullivan.
Originalmente, Silent Hill 4: The Room não seria um jogo da série Silent Hill, mas a Konami decidiu mudar o nome para este título por não querer começar outra série de jogos visto que a série Silent Hill ainda não estava acabada.

#### Silent Hill: Ørigins (2007)
Primeiramente anunciado na E3 de 2006 para o PlayStation Portable, foi lançado para os Estados Unidos no dia 6 de Novembro de 2007. O jogo conta a história antes do primeiro Silent Hill. O protagonista, Travis Grady, que chega à cidade logo após quase atropelar uma garota avistada no meio da estrada. Ele tenta voltar ao caminhão, mas um vulto o assombra e o único meio que o resta é correr pela única estrada que existe. Essa estrada o leva à Silent Hill. Travis tenta achar um meio de sair do local, mas consequentemente, ele descobre os detalhes mais sombrios da pacata cidade.
Esse é um dos títulos que não foram criados pelo Team Silent, mas sim pela Climax Studios. Após várias especulações, Silent Hill: Ørigins foi finalmente lançado para PlayStation 2 no dia 4 de Março de 2008.

#### Silent Hill: Homecoming (2008)
O sexto jogo oficial da série foi confirmado no dia 11 de Julho de 2008, durante a E3 do mesmo ano para  PlayStation 3, Xbox 360 e PC. O jogo conta a história de Alex Shepherd, um soldado que acabou de retornar de uma guerra. Shepherd descobre em sua chegada, que seu pai havia falecido e sua mãe ficou paranóica. E Joshua, seu irmão caçula, havia desaparecido.
O jogo conta a história de Shepherd em busca de seu irmão. Assim como Silent Hill: Ørigins, o Team Silent não produziu esse jogo, porém, ainda com a participação da The Collective, da Foundation 9 Entertainment.

#### Silent Hill: Shattered Memories (2010)
O sétimo jogo oficial da série é produzido pela Climax Studios. O jogo é uma releitura do primeiro jogo da série, mas é um jogo totalmente novo, segundo Tomm Hulett. Você ainda controlará Harry Mason em busca de sua filha Cheryl na cidade de Silent Hill. Algumas mudanças já podem ser notadas desde o começo: o design dos personagens é diferente, e suas escolhas também afetarão este design. O acidente de carro ocorre em uma rua diferente, mas antes de tudo isso, você estará em uma clínica psiquiátrica. E durantes essas sessões tudo será jogado em 1° Pessoa.
Em 8 de dezembro de 2009 foi lançada a versão do jogo para Wii, e no dia 19 de janeiro de 2010, para Playstation 2 e Playstation Portable.

#### Silent Hill: Downpour (2012)
O oitavo jogo, lançado no dia 13 de março de 2012, conta a história de Murphy Pendleton, um prisioneiro que após um acidente com o ônibus que o transportava, escapa, e na tentativa de fugir dos policiais, acaba entrando em Silent Hill. Para repassar ainda mais a ideia de sobrevivência, o jogador utilizará objetos cotidianos como cadeiras e barras de ferro. Shinji Hirano se refere a ele como uma homenagem a história original, tentando recuperar os antigos players.
Foi anunciado pela Konami na E3 2010. A desenvolvedora comenta que quer oferecer aos fãs de Silent Hill uma experiência de horror que eles realmente merecem, aspecto que ficou defasado nos últimos capítulos da série. Foi lançado para Playstation 3 e XBOX 360 no dia 13 de março de 2012.

#### Silent Hills (cancelado)
Um novo game da série de terror "Silent Hill" estava sendo produzido por Hideo Kojima, criador da franquia Metal Gear Solid, e pelo cineasta Guillermo del Toro. O ator Norman Reedus, o Daryl Dixon da série de televisão The Walking Dead, interpretaria um dos personagens.
Chamado de Silent Hills, o jogo teve uma revelação às avessas. Durante sua conferência na feira Gamescom em 2014 na Alemanha, a Sony anunciou o game de terror P.T. e anunciou que uma demonstração do título já estava disponível para ser baixada na loja online do PlayStation. No entanto, ao chegar ao final do jogo, os jogadores descobriram um vídeo que confirma o novo "Silent Hill". A demonstração, portanto, tratava-se de um aperitivo do novo jogo da Konami.
De acordo com o teaser, Silent Hills iria usar o motor gráfico Fox Engine, o mesmo de Metal Gear Solid V: The Phantom Pain. Até o dia em que a Konami confirmou o cancelamento do jogo, não foram anunciadas oficialmente quais plataformas iriam receber o jogo ou qual seria a sua data de lançamento.
Durante uma conferência em São Francisco, Guillermo del Toro disse que o "jogo não vai mais acontecer". Matt Hackney, um foto-jornalista postou a notícia em sua conta do Twitter.  Isso aconteceu muito provavelmente devido a aparente saída de Hideo Kojima da Konami, mas principalmente por que o contrato com Norman Reedus tinha acabado. No dia 27 de abril de 2015, a Konami confirmou o cancelamento do jogo, mas não da série como um todo, dizendo que irá continuar a produção de jogos para a franquia.

#### Silent Hill f (2025)
Em 19 de outubro de 2022, a Konami anunciou a produção de mais três jogos da franquia, parada desde 2014. Entre eles, o intitulado Silent Hill f, com roteiro de Ryukishi07 (Higurashi no Naku Koro ni, Umineko no Naku Koro ni), produzido por Motoi Okamoto, e desenvolvido pela NEOBARDS (Resident Evil: Resistance).

### Jogos paralelos e outras mídias

#### Play Novel: Silent Hill (2001)
Lançado para Game Boy Advance, somente no Japão, o jogo oferece um relato de fatos não revelados em Silent Hill. Uma incompleta tradução visual pode ser encontrada no site Silent Hill Heaven.

#### Art of Silent Hill (2002)
Primeiro DVD multimídia com foco no material de Silent Hill 2, como desenhos, etc. Ele contém exclusividades, como o vídeo musical "Caramel Mix", "Ki-no-ko" e "Fukuro" (os dois últimos também estão no segundo DVD).

#### Lost Memories: The Art and Music of Silent Hill (2003)
Lançado apenas no Japão, este é o segundo e mais popular DVD multimídia. A maior parte do conteúdo achado em Art of Silent Hill está incluída aqui com adição do conteúdo citado a baixo. Ele se divide em sete sessões, que contém as trilhas sonoras completas, coleção de trailers, desenhos e galeria das criaturas dos três primeiros jogos. E também três vídeos musicais: "Ki-no-ko", "Fukuru", "Usagimu" e um vídeo com a Heather cantando a música "You're Not Here" do Silent Hill 3 Original Soundtrack.

#### Inescapable Rain in Yoshiwara (2004)
Uma espécie de drama em áudio adicionado à versão japonesa de Silent Hill 4 Original Soundtrack. Ela foi feita por Akira Yamaoka e Teisui Ichiryûsai, e durava 57 minutos. Entretanto, mais tarde foram adicionados mais dezesseis minutos de capítulo à história. De qualquer forma, a história não está ligada a série Silent Hill.

#### The Silent Hill Experience (2006)
Este UMD foi lançado no dia 6 de Abril de 2006 para o PlayStation Portable como um item promocional para filme Silent Hill. Este é o terceiro disco multimídia relacionado à série Silent Hill.

#### Silent Hill: Cage of Cradle (2006)
Mangá interativo escrito por Hiroyuki Owaku e ilustrado por Masahiro Ito. Atualmente, ele só é disponível nos celulares do Japão. Não há muita coisa a se saber sobre a história, e que a maioria das imagens foi cancelada. O que é conhecido, entretanto, é que a história foca Lisa Garland antes dos eventos do primeiro jogo da série. Imagens promocionais revelam que o Doutor Kauffman aparece, assim como Pyramid Head e Alessa Gillespie. Estas imagens foram claramente influenciadas pelo visual do filme de Owaku.

#### Silent Hill Collection (2006)
Silent Hill Collection é um DVD que inclui três jogos da série: Silent Hill 2, Silent Hill 3 e Silent Hill 4: The Room. Foi lançado, em Abril de 2006, para o PlayStation 2, para coincidir com o lançamento do filme nos Estados Unidos. É apenas disponível na Europa, Austrália e Japão.

#### Silent Hill: The Arcade (2007)
Lançado apenas para os arcades do Japão, a Konami revelou um jogo baseado nos anteriores da série. O jogo conta com dois personagens, Eric e Tina, que entraram em Silent Hill e devem batalhar contra diversos inimigos, incluindo as enfermeiras e o Pyramid Head do Silent Hill 2. O arcade se parece muito com o jogo The House of the Dead (A Casa dos mortos).

#### Silent Hill: Double Under Dusk (2007)
Este é o segundo mangá de Silent Hill lançado exclusivamente para a rede de celulares da Konami.

#### Silent Hill: Orphan (2007)
Silent Hill: Orphan é o primeiro jogo da série a ser lançado para telefones celulares. Este jogo é baseado em três pessoas que vão para o orfanato de Silent Hill para descobrir mais sobre o seu passado.

#### Silent Hill: The Escape (2008)
Silent Hill: The Escape (não confundir com Silent Hill: No Escape, um filme em animação criado por fãs da série) é o primeiro jogo da série a ser lançado para telefones celulares no formato em 3D. O jogo é baseado na perspectiva em primeira pessoa num ambiente parecido com um labirinto, e usa a câmera do próprio telefone para monitorar os movimentos do jogador, para que seja possível mirar e recarregar a sua arma. O jogador irá deparar-se com vários monstros conhecidos neste jogo, como as enfermeiras.

#### Silent Hill: Orphan 2 (2007)
Silent Hill: Orphan 2 é o segundo jogo de celular da série Orphan, com mais de um personagem jogável. Assim como o primeiro Orphan, esse também é jogado em 1.ª pessoa. O jogo é no estilo apontar-e-clicar em primeira pessoa.

#### Silent Hill: Orphan 3 (2010)
Silent Hill: Orphan 3 é o terceiro jogo da série Orphan para celular. O jogo é totalmente em 1.ª pessoa. O jogo é novamente no estilo apontar-e-clicar em primeira pessoa.

#### Silent Hill: Book of Memories (2012)
É o último Silent Hill lançado para PS Vita no estilo ação, com um personagem novo, Barry Scott e Mandy Sinewy.
P.T. (Playable Teaser) (2014)
Jogo exclusivo para PS4 em que você tem que encontrar pedaços de uma fotografia. A sigla P.T. significa playable teaser, o jogo se passa inteiramente em uma casa onde o protagonista passa por várias realidades paralelas ao passar por uma das portas. O jogo não possuía ligação direta com o título principal. Após o cancelamento, P.T. foi retirado da PSN.

#### Silent Hill: Ascension (2023)
Silent Hill Ascension está sendo desenvolvido pelos estúdios Bad Robot Productions, Behavior Interactive, Genvid Technologies e DJ2 Entertainment.

#### Silent Hill: Townfall
Ainda sem data de lançamento, o novo jogo Silent Hill Townfall, foi revelado em um trailer. Será desenvolvido pela No Code e publicado pela Annapurna Interactive.

### Filmes

#### Silent Hill (2006)
O filme Terror em Silent Hill (português brasileiro) foi inspirado no primeiro Silent Hill e conta a história de Rose, que parte para a cidade de Silent Hill em busca de uma solução para o problema psíquico da filha Sharon, que em suas crises falava "casa" e "Silent Hill' enquanto dormia. O filme contém várias cenas fidedignas as do jogo. A produção teve o cuidado especial fazer os monstros com atores verdadeiros para ter um resultado mais próximo da realidade.

#### Silent Hill: Revelation 3D
Lançado em 2012, personagem principal é Heather Mason, protagonista do jogo Silent Hill 3, junto com seu pai, ambos fugindo de forças que ela desconhece. À véspera de seu aniversário de 18 anos, Heather começa a ter pesadelos e seu pai desaparece, e ela acaba descobrindo que não é quem pensa que é. A tal "revelação" a leva a um mundo demoníaco que ameaça prendê-la em Silent Hill para sempre.

### Livros
Todos os livros são oficiais e disponíveis apenas no Japão.

#### Lost Memories (2003)
Um guia que detalha vários aspectos dos primeiros três jogos com simbolismo e ideias por trás dos jogos e durante o processo de produção. Originalmente lançado junto com a versão original de Silent Hill 3, o livro ganhou versões não oficiais traduzidas em diversas línguas fora do Japão.

#### Drawing Block: Silent Hill 3 Program (2003)
Livro de imagens vendido junto com as edições limitadas do Silent Hill 3, ela vinha junto com o DVD Lost Memories e dois pôsteres.

#### Silent Hill (2006)
Adaptação do primeiro jogo da série em forma de novela por Sadamu Yamashita. Ela é dividida em três capítulos: Névoa, Escuridão e Pesadelo.

#### Silent Hill comic
São bandas desenhadas (português europeu) ou histórias em quadrinhos (português brasileiro) escritas por Scott Ciencin com desenhos de Ben Templesmith (Dying Inside #1 e 2), Aadi Salman (Dying Inside #3, 4 e 5), Shaun Thomas (Paint It Black e Among The Damned) e Nick Stakal (Grinning Man, Dead/Alive #1 até 5), Steph Stamb (Anne's Story), elas foram publicadas pela IDW Publishing.

### Sites oficiais
- «Site oficial de Silent Hill» (em inglês)

### Sites em Portugal
- «Filme de Silent Hill no Cinema PTGate»